# Airlander 10
Airlander 10 (полное название Hybrid Air Vehicles HAV 304 Airlander) — гибридный дирижабль, созданный британской компанией Hybrid Air Vehicles для армии США по проекту Long Endurance Multi-intelligence Vehicle (LEMV), в котором Northrop Grumman была генеральным подрядчиком.

## История
В программе LEMV дирижабль предназначался для ведения разведки, наблюдения и рекогносцировки сухопутных войск с помощью беспилотных, средневысотных, с большой продолжительностью полёта летательных аппаратов. Договор на разработку проекта был подписан 14 июня 2010 года. Первый испытательный полёт дирижабля был совершён 7 августа 2012 года в Лейкхерсте, штат Нью-Джерси. Он продолжался 90 минут и проводился с экипажем на борту. Данный тестируемый аппарат был одним из трёх запланированных для армии. Однако в феврале 2013 года армия США отказалась от этого проекта из-за его высокой стоимости.
Hybrid Air Vehicles обратно выкупила дирижабль в сентябре 2013 года за 301 000 долларов. В 2014 году ему было дано название Airlander и дирижабль разместили на базе Королевских ВВС Royal Air Force Cardington в графстве Бедфордшир. Его решили использовать в гражданских целях.
В марте 2016 года компания Hybrid Air Vehicles анонсировала новую версию дирижабля для военных и гражданских целей, в частности для развлечений. Первый экземпляр был назван «Марта Гуин» (англ. Martha Gwyn) по имени жены председателя правления компании. В августе 2016 года Airlander 10 впервые покинул ангар. 17 августа дирижабль совершил первый полёт, продолжавшийся девятнадцать минут. 24 августа гондола аэростата была повреждена во время посадки после второго полёта. Никто не пострадал.
Мировые средства массовой информации называют Airlander 10 самым большим летательным аппаратом в мире.
Сама компания Hybrid Air Vehicles с юмором отнеслась к своеобразному внешнему виду своего детища, охотно упоминая на собственном сайте прозвище «Летающая задница» (англ. Flying Bum), поддержанное прессой в разных странах.

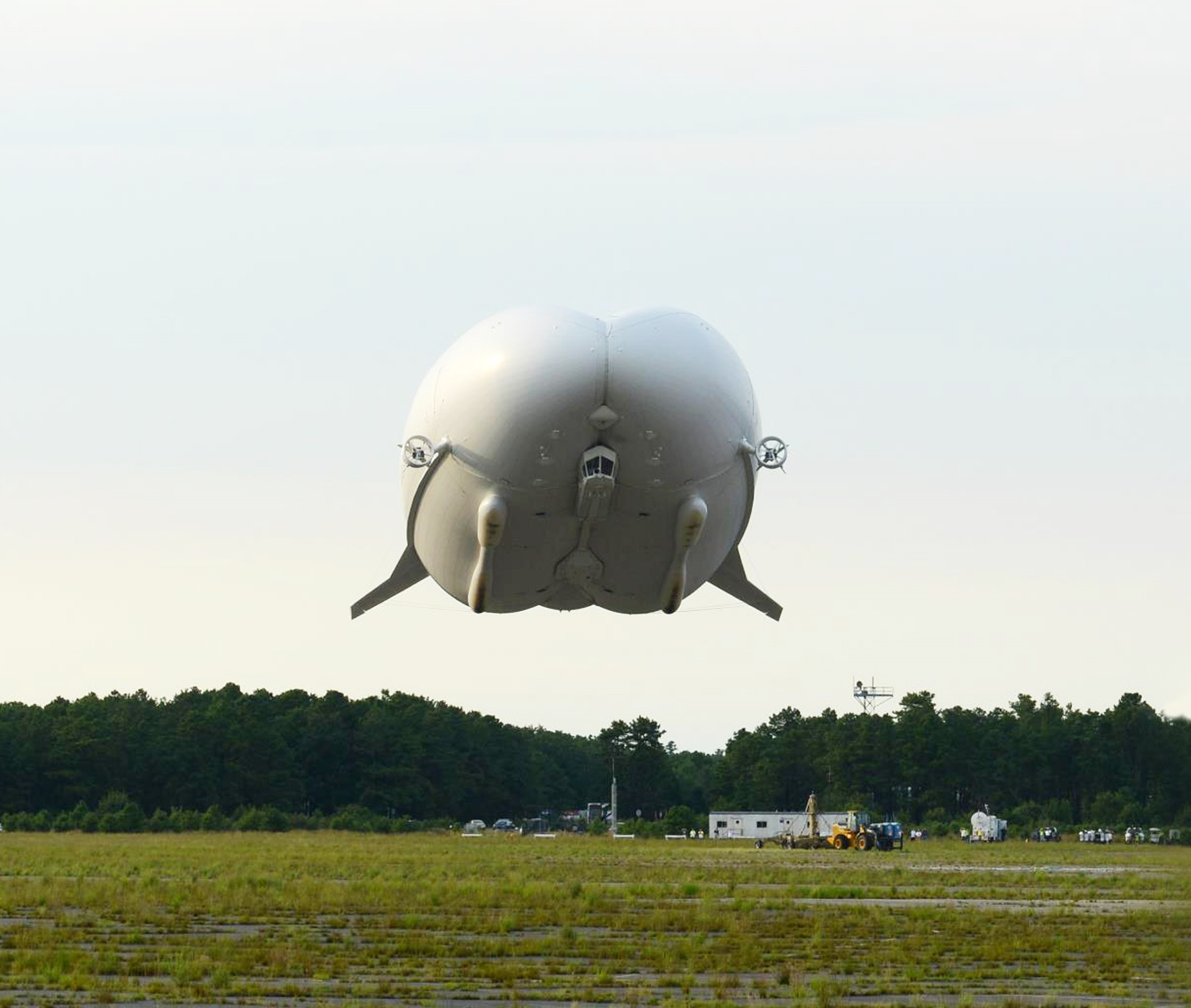
Первый полёт в версии для армии США, август 2012 года.
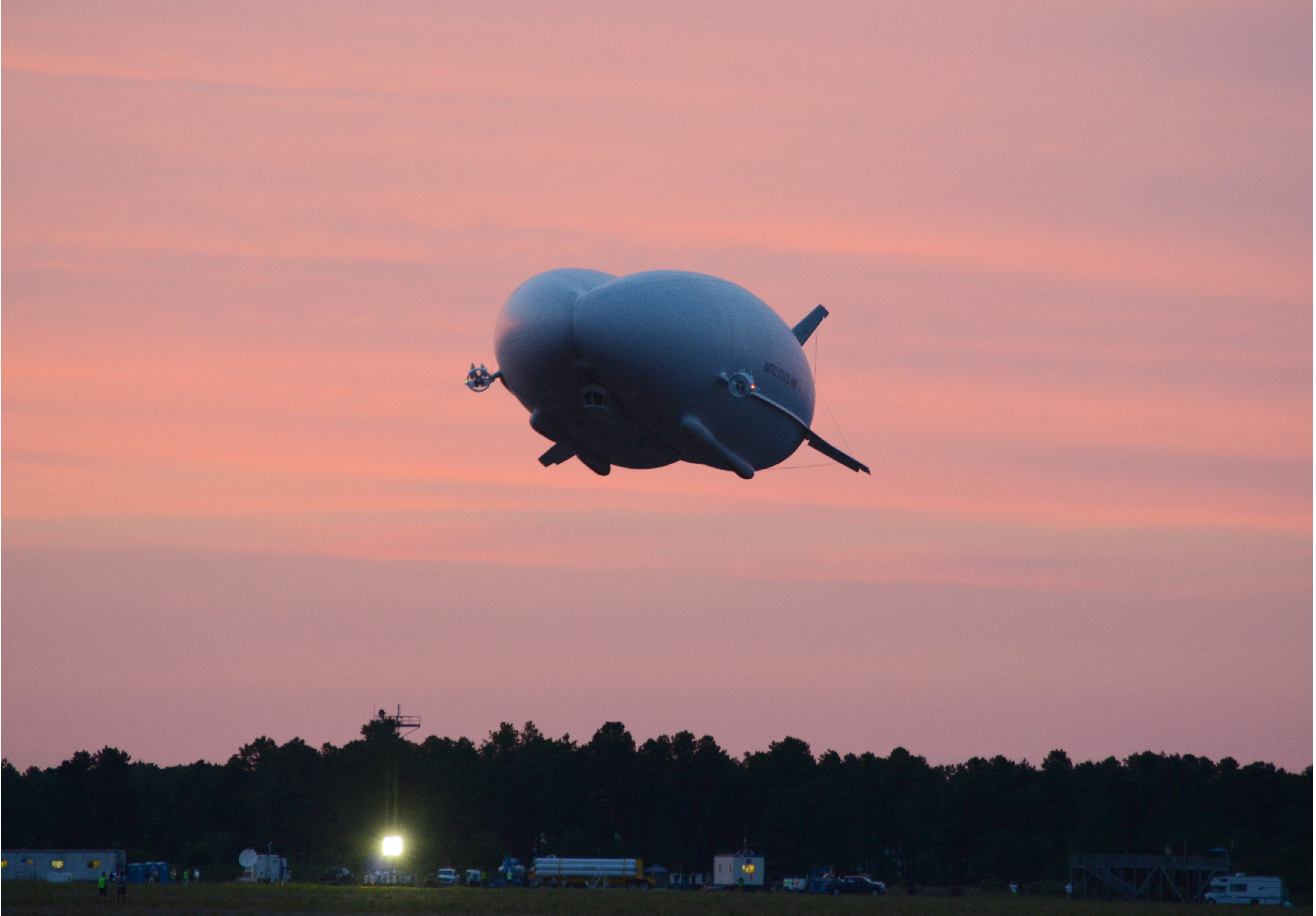
Первый полёт, вечер 7 августа 2012 года.
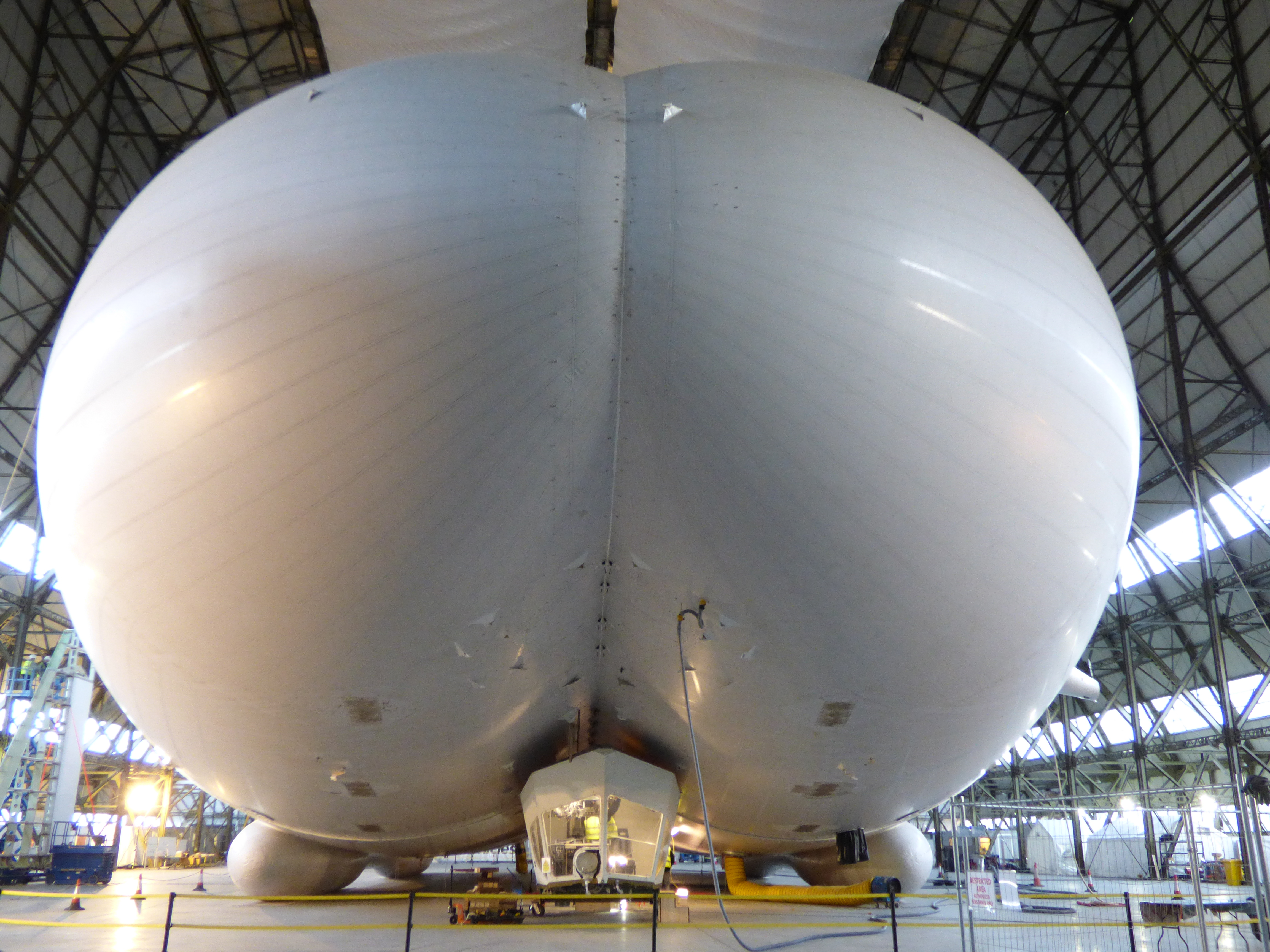
Монтаж гондолы, январь 2016 года.
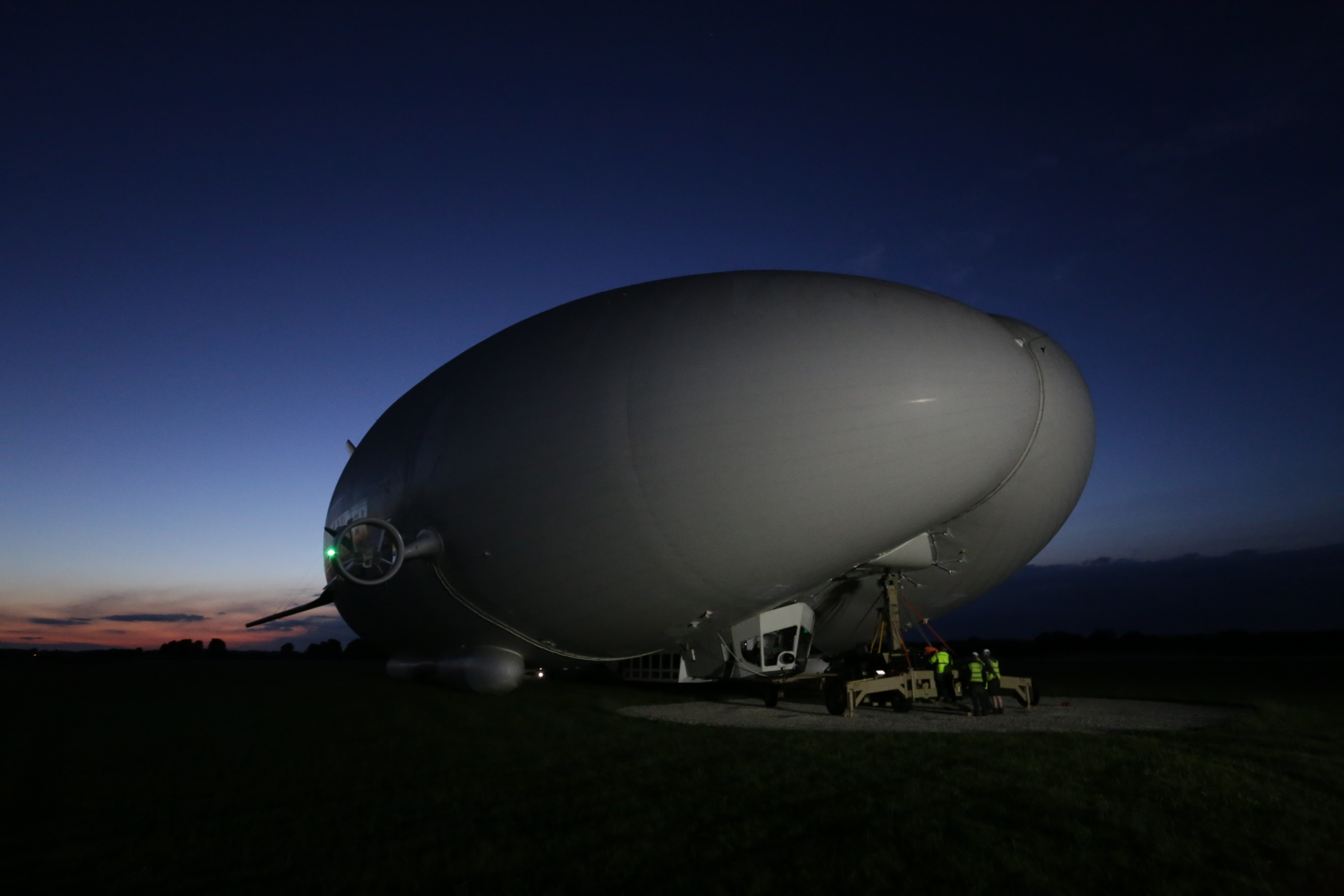
Подготовка к полёту, август 2016 года.

18 ноября 2017 года Airlander 10 упал и разбился в Великобритании, в графстве Бедфордшир. Дирижабль оторвался от причальной мачты и рухнул на поле. Находившаяся на борту женщина — член экипажа пострадала и была доставлена в больницу. Гондола аппарата оказалась полностью разрушена.

## Конструкция и характеристики
Гибридный дирижабль обладает характеристиками самолёта и аэростата — использует аэродинамическую подъёмную силу при подъёме и затем находится в воздухе за счёт наполненного гелием объёма. Аппарат относится к мягким дирижаблям, оболочка выполнена из высокопрочных материалов — вектрана, кевлара и майлара. Airlander 10 способен выполнять полёт как в пилотируемом, так и в беспилотном режиме.
Общие данные:
- Масса полезной нагрузки — 10 000 кг
- Длина — 92 м
- Ширина — 43,5 м
- Высота — 26 м
- Объём оболочки — 38 000 м³
- Взлётная масса — 20 000 кг.

Технические данные:
- Силовая установка —  четыре четырёхлитровых дизельных двигателя (V8 с турбонаддувом) 242 кВт (325 л. с.) каждый.
- Крейсерская скорость — 148 км/ч.
- Продолжительность полёта — пять дней в пилотируемом режиме, более двух недель в беспилотном режиме.
- Практический потолок — 6100 м.